# AAVA Open
AAVA Open (numit și OrtoLääkärit Open) este un turneu pentru jucătoarele profesioniste de tenis. Acesta este parte din Circuitul feminin ITF, având premii în valoare de 10.000 de dolari. Turneul are loc anual în Helsinki, Finlanda, iar în primii săi 5 ani a avut premii în valoare de 25.000 de dolari.

## Finale

### Simplu
| An   | Campion            | Locul doi                 | Scor                    |
| ---- | ------------------ | ------------------------- | ----------------------- |
| 2017 | Eden Silva         | Tess Sugnaux              | 6–3, 1–6, 7–5           |
| 2016 | Karen Barritza     | Elena Rybakina            | 6–3, 6–4                |
| 2015 | Alena Tarasova     | Caroline Werner           | 6–3, 6–3                |
| 2014 | Amy Bowtell        | Tess Sugnaux              | 6–2, 6–3                |
| 2013 | Jeļena Ostapenko   | Susanne Celik             | 7–5, 4–6, 7–5           |
| 2012 | Amra Sadiković     | Anna Karolína Schmiedlová | 6–4, 6–0                |
| 2011 | Tímea Babos        | Jana Čepelová             | 6–3, 6–1                |
| 2010 | Yuliya Beygelzimer | Emma Laine                | 7–6(9–7), 6–0           |
| 2009 | Ksenia Pervak      | Stéphanie Foretz Gacon    | 6–4, 6–2                |
| 2008 | Margit Rüütel      | Lina Stančiūtė            | 6–4, 6–7(4–7), 7–6(9–7) |

### Dublu
| An   | Campioane                         | Locul doi                                    | Scor             |
| ---- | --------------------------------- | -------------------------------------------- | ---------------- |
| 2017 | Naïma Karamoko Tess Sugnaux       | Anastasia Kulikova Elena Malygina            | 7–5, 6–2         |
| 2016 | Laura-Ioana Andrei Karen Barritza | Alina Silich Valeriya Zeleva                 | 6–4, 6–3         |
| 2015 | Daria Lodikova Daria Mishina      | Magali Kempen Kelly Versteeg                 | 3–6, 6–2, [10–5] |
| 2014 | Emma Laine Eugeniya Pashkova      | Mia Nicole Eklund Olivia Pimiä               | 6–4, 6–0         |
| 2013 | Jeļena Ostapenko Eva Paalma       | Quirine Lemoine Martina Přádová              | 6–2, 5–7, [11–9] |
| 2012 | Lyudmyla Kichenok Nadiia Kichenok | Irina Buryachok Valeria Solovyeva            | 6–3, 6–3         |
| 2011 | Janette Husárová Emma Laine       | Tímea Babos Irina Buryachok                  | 5–7, 7–5, [11–9] |
| 2010 | Kiki Bertens Richèl Hogenkamp     | Yuliya Beygelzimer Kristina Mladenovic       | 6–3, 7–5         |
| 2009 | Emma Laine Melanie South          | Johanna Larsson Anna Smith                   | 6–3, 6–3         |
| 2008 | Emma Laine Johanna Larsson        | Patricia Mayr-Achleitner Marie-Ève Pelletier | 6–4, 6–2         |